# Дринич
Дринич (серб. Дринић) —  населённый пункт (село) в Республике Сербской, Босния и Герцеговина. Центр общины Петровац, которая относится к субрегиону Мрконич-Град региона Баня-Лука.

## Население
Численность населения села Дринич по переписи 2013 года составила 348 человек.
Этнический состав населения населённого пункта по переписи 1991 года:
- сербы — 362 (99,72%),
- другие — 1 (0,28 %),
- всего 363